# Pálsdóttir
Pálsdóttir ist ein isländischer und färöischer Name.

## Bedeutung
Der Name ist ein Patronym und bedeutet Tochter des Páll. Die männliche Entsprechung ist Pálsson (Sohn des Páll).

## Namensträgerinnen
- Arna Sif Pálsdóttir (* 1988), isländische Handballspielerin
- Eivør Pálsdóttir (* 1983), färöische Sängerin und Komponistin
- Sólveig Pálsdóttir (* 1959), isländische Schriftstellerin und Schauspielerin